# American Recordings
American Recordings er et Los Angeles-baserede pladeselskab som blev grundlagt i 1988 og der i dag ledes af pladeproducer Rick Rubin.
Pladeselskabets mest succesfulde kunstnere inkluderer Slayer, The Black Crowes, Danzig, Tom Petty, Johnny Cash, og System of a Down.